# Список Паннонських князів

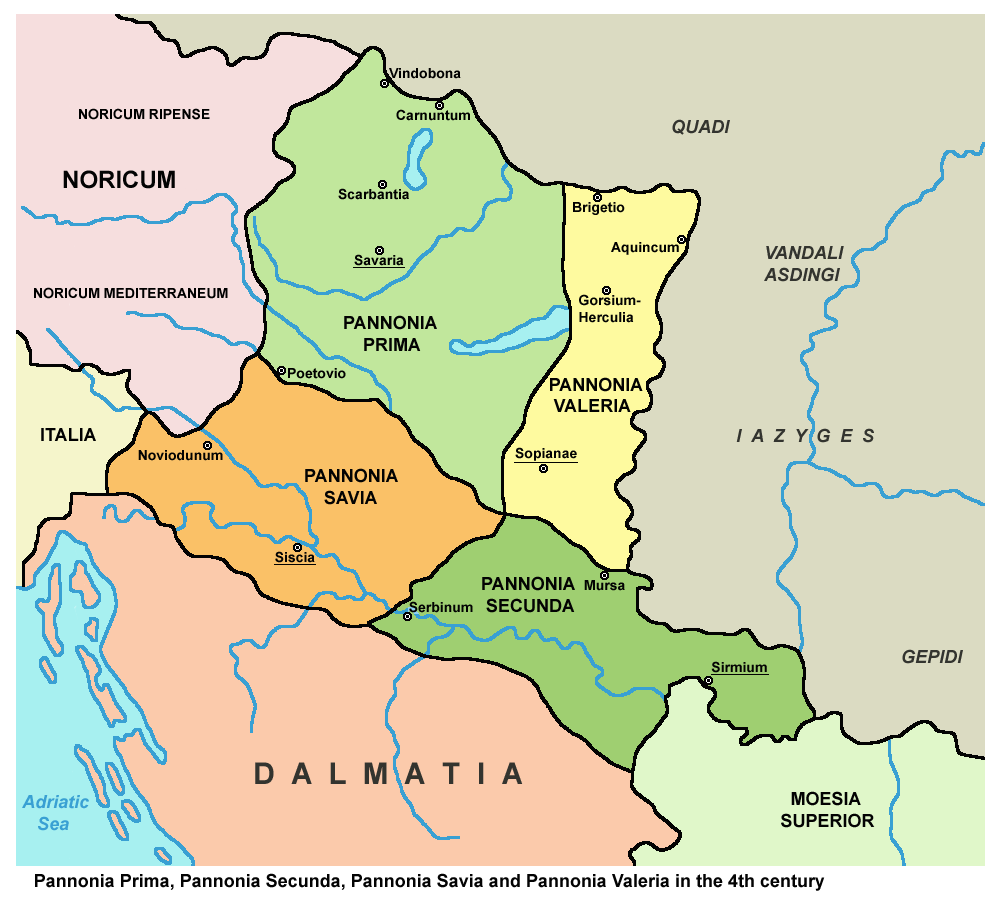
Паннонія у 4 ст.

Список Паннонських князів — список монархів раннього Середньовіччя, які правили Панонією, де проживали білі хорвати та інші словянські племена, до окупації цих земель племенами угрів.

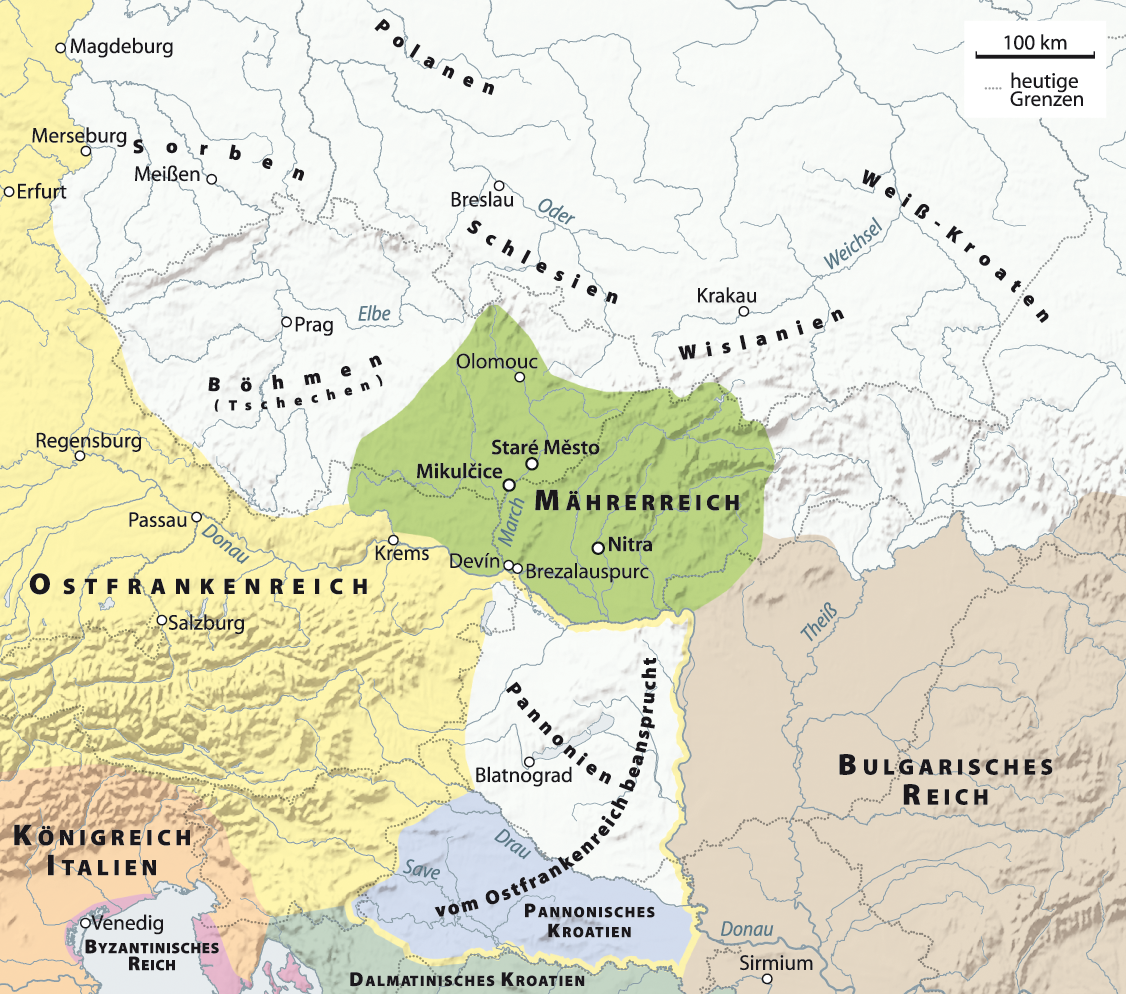
Мапа Панонії у 830-х р.

В Античні часи Паннонія була римською провінцією, яку імператор Траян поділив на Верхню (Panonia Superior) і Нижню Паннонію (Panonia Inferior).
Слов'янські державні утворення на цих теренах починають формуватись з ІV ст. н. е. Під час антиаварського повстання слов'ян (622—623), відновились слов'янські князівства в Каринтії та Паннонії (Carinthia, Carniola, Savinja, та інші). Пізніше імператор Карл Великий заснував на цих землях, на яких мешкали переважно слов'яни, Паннонську марку.
В 8 столітті Нижня Panonia inferior стала Блатенським князівством для захисту від аварів. А Верхня Паннонія увійшла до складу Великої Моравської імперії.

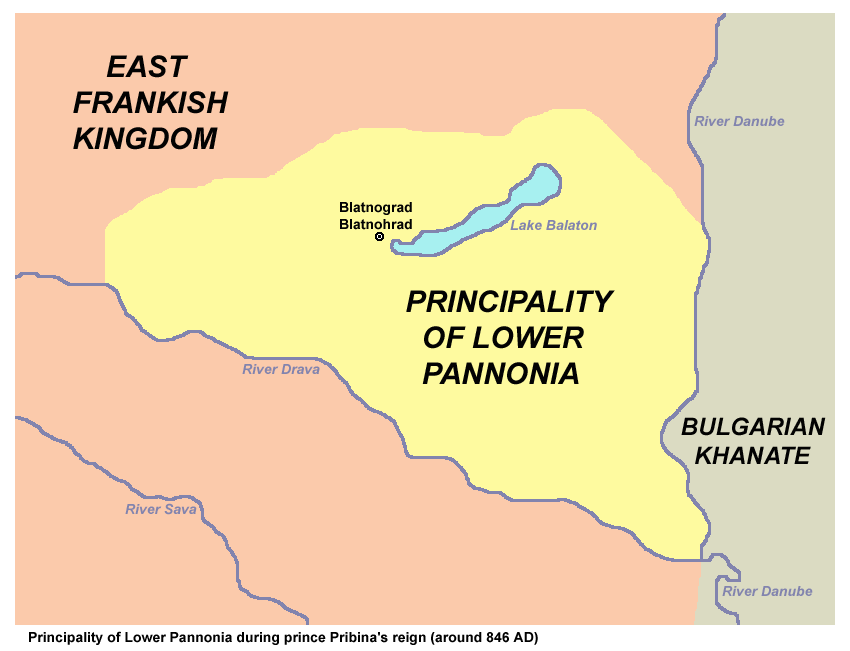
Мапа Панонії бл. 846 р.

## Нижня Панонія (Panonia inferior)
Правителі Нижньої Панонії або Блатенські (Балатонські) князі:
- Прибіна (842—860), з династії Моймировичів, спочатку був князем Нітранським
- Коцель (861—876), син Прибіна
- Арнульф Каринтійський (876—884), з династії Каролінгів
- Святополк I (884—894), з династії Моймировичів, король Великої Моравії
- Браслав Савський (896—901), Хорватський князь.

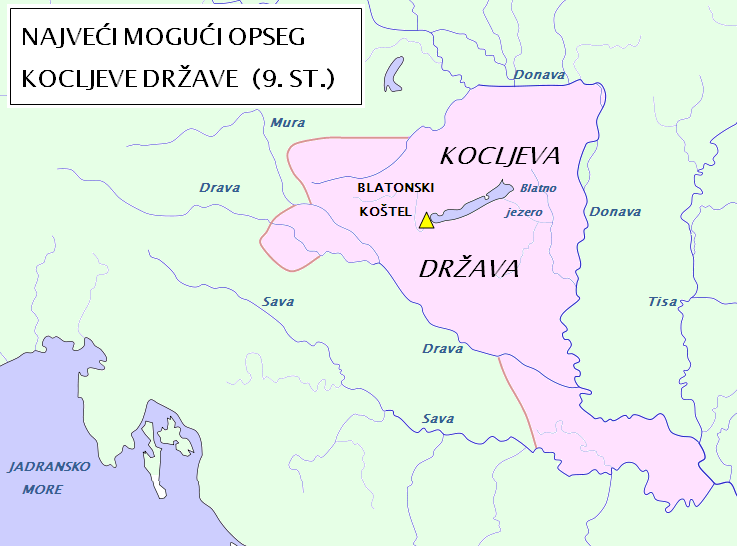
Мапа Панонії у ІІ пол. 9 ст.

Близько 901 року Нижня Панонія була окупована угорцями.

## Верхня Панонія (Panonia Superior)
Верхня Панонія деякий час перебувала у статусі незалежного князівства, протистояла натиску Фракійської імперії з заходу та аварських й інших орд зі сходу. Пізніше увійшла до складу Великої Моравії.
- Войномир (бл.790–810)
- Людевит (810—823), син Войномира
- Владин (823—829), син Силимира
- Ратимир (829—838)
- Святополк І
- Менуморут (?–?)

Угорські хроніки 13 ст. повідомляються, що в 9 ст. цією територією правив Святополк, син Морута (Ратимира). А онук Морута Менуморут (Menu-Morout) на початку 10 століття був князем Панонії і правив як імператор болгар і моравів. Менуморут став наступником Святополка, а коли угорська орда окупувала ці землі, то видав свою доньку заміж за сина Арпада — Золтана, батька Такшоня.
З інших історичних джерел відомо, що Святополк I помер 894 року. Князем Великої Моравії після того став його старший син Моймир II. Другий син — Святополк II, отримав Нітранське князівство, третій син був князь Предслав.
Після угорської окупації Верхня Панонія частково увійшла до угорський володінь, частково залишилась в Моравській (Богемській) державі.